# 哈利·葛瑞森-威廉斯
哈利·葛瑞森-威廉斯（Harry Gregson-Williams）（1961年12月13日—）是一名英國作曲家，同時也是電影配樂家以及指揮家，曾因《納尼亞傳奇：獅子·女巫·魔衣櫥》（2005年）被提名第63屆金球獎與葛萊美獎。

## 简历
哈利·葛瑞森·威廉斯早年就讀于英國倫敦市政廳音樂及戲劇學院，之后他到埃及的开罗和亞歷山卓去辅导贫苦孩子学习音乐。后来他回到伦敦，认识了電影配樂家史丹利·梅耶（1930-1993），跟随着他为电影写配乐。1995年他跟他弟弟Rupert Gregson-Williams加入了德国電影作曲家汉斯·季默（他也喜欢梅耶的音乐）的“Remote Control Productions”音乐工作室，合作编创了不少电影配乐。2001年之后，威廉斯自行接案，2005年因《納尼亞傳奇：獅子·女巫·魔衣櫥》配乐获得第63屆金球獎提名。他也是同作曲家魯珀特·葛瑞森-威廉斯的哥哥。
他配乐的电影有《王者天下》、《納尼亞傳奇：獅子·女巫·魔衣櫥》、《辛巴達：七海傳奇》、《史瑞克》、《落跑雞》、《小蟻雄兵》、《間諜遊戲》、《火線救援》、《美國戰隊：世界警察》、《時凶感應》、《危情时速》、《攔截記憶碼》以及《私刑教育》等。他还给電玩遊戲《潛龍諜影2：自由之子》、《潛龍諜影3：食蛇者》以及《潛龍諜影4：愛國者之槍》配樂。

## 配乐作品
1993年
- White Angel

1995年
- Full Body Massage
- Hotel Paradise

1996年
- 絕地任務 （與漢斯·季默以及尼克·葛蘭尼史密斯合作）
- 鍾愛一世情

1997年
- 寄居小奇兵
- 說謊遊戲
- 雪地疑雲（與漢斯·季默合作）

1998年
- 全民公敵（與崔佛·雷賓合作）
- （與約翰·包威爾合作）
- （與Trevor Rabin合作）
- 替身殺手

1999年
- 有話大聲說
- The Match
- Whatever Happened to Harold Smith?

2000年
- 落跑雞 （與約翰·包威爾合作）
- 叢林之王
- 跳跳虎歷險記
- 馬西阿諾的魔法

2001年
- 潛龍諜影2：自由之子（與日比野則彥合作）
- 史瑞克 （與約翰·包威爾合作）
- 小鬼大間諜

2002年
- 絕命鈴聲
- 間諜遊戲

2003年
- 辛巴達：七海傳奇
- 浴血叢林
- 鍥而不捨

2004年
- 潛龍諜影3：食蛇者 （與日比野則彥合作）
- 美國戰隊：世界警察
- 史瑞克2
- 火線救援
- BJ單身日記2
- Return to Sender

2005年
- 納尼亞傳奇：獅子·女巫·魔衣櫥 （金球獎提名）
- 王者天下
- 女模煞

2006年
- 時空線索（與Hybrid合作）
- 鼠國流浪記
- 王牌對決
- I Choose Noise（監製，與Kirsty Hawkshaw 以及 Hybrid合作）

2007年
- 失蹤人口
- Jolene
- 史瑞克三世
- 靈異23
- 富貴浮雲
- 史瑞克過聖誕
- 決勝時刻4：現代戰爭 （主題曲與音樂製作，由史蒂芬·巴頓作譜）[1]

2008年
- 潛龍諜影4：愛國者之槍 （與Nobuko Toda合作）
- 功夫之王 (score producer, 音樂組成由 大衛·克利)
- 納尼亞傳奇：賈思潘王子
- Jolene

2009年
- X戰警：金鋼狼
- 亡命快劫

2010年
- 波斯王子：時之刃
- The Chronicles of Narnia: The Voyage of the Dawn Treader which comes out on December 10, 2010 (main themes, producer, music composed by David Arnold)
- Shrek Goes Fourth
- Middle Men (with Danny Elfman合作）
- Ramona and Beezus
- Edge of Darkness （與John Powell合作）
- Jonah Hex （與Trevor Rabin合作）
- Rapunzel Unbraided（與Alan Menken以及Glenn Slater合作）
- 不可阻挡
- 煞不住

2011年
- 牛仔和外星人
- 亚瑟·圣诞

2012年
- 普罗米修斯
- 全面回忆

2014年
- 伸冤人

2015年
- 黑帽駭客
- 火星救援
- 已經很想妳（英语：Miss You Already）

2016年
- 夜行人生

2017年
- 園長夫人：動物園的奇蹟

2018年
- 巨齒鯊

2019年
- 雪人奇緣

2020年
- 花木兰

## 外部連結
- （英文）Harry Gregson-Williams在互联网电影资料库（IMDb）上的資料（英文）
- （英文）Comprehensive Harry Gregson-Williams Profile at VGM Rush
- （英文）Artist profile（页面存档备份，存于） 在OverClocked ReMix
- （英文） Harry Gregson-Williams在MusicBrainz上的頁面（英文）
- （英文）An interview with Harry Gregson-Williams
- （英文）Epicenter Games Interviews Harry Gregson-Williams採訪哈利·葛瑞森-威廉斯關於潛龍諜影3：食蛇者，來自EpicenterGames
- Harry Gregson-Williams 在scorereviews.com